# Singulär punkt på en kurva
I geometri är en singulär punkt på en kurva en punkt som inte angetts genom en slät parameter. Den exakta definitionen av en singular punkt är beroende av vilken typ av kurva som studeras.